# Gunung Sugih (Semendawai Suku III)
Gunung Sugih is een bestuurslaag in het regentschap Ogan Komering Ulu van de provincie Zuid-Sumatra, Indonesië. Gunung Sugih telt 1293 inwoners (volkstelling 2010).